# Maoyū Maō Yūsha
Maoyū Maō Yūsha (japanisch まおゆう魔王勇者, dt. „Dämonenkönig und Held“) ist eine Romanreihe von Mamare Tōno, der als verschiedene Manga-Reihen und als Anime-Fernsehserie adaptiert wurde. Die Mangas verwenden zudem einen englischen Alternativtitel Archenemy and Hero („Erzfeind und Held“) auf dem Einband.
Das Werk kombiniert Fantasy mit Volkswirtschaftslehre und handelt davon, wie die Herrscherin der Dämonen als Vertreterin des „Bösen“ gemeinsam mit dem Helden als Vertreter des „Guten“ versuchen, die Welt zu Wohlstand und Frieden zu führen.

## Handlung
Die Menschenwelt befindet sich im Krieg mit den Dämonen. Um diesen zu beenden, will der Held (勇者, Yūsha) den Dämonenkönig (魔王, Maō) erschlagen. Er dringt in dessen Festung ein, trifft jedoch auf keine Gegenwehr und dann auf den Dämonenkönig, der zu seiner Verwunderung eine Frau ist, die ihn höflich begrüßt. Sie bittet ihn, der ihre zu werden, was er jedoch ablehnt, und er verweist auf die Zerstörungen und Toten, die durch die Dämonen in den Ländern der Südlichen Koalition (南部連合, Nambu Rengō) verursacht wurden. Sie legt ihm daraufhin eine Studie vor, die belegt, dass der Krieg sowohl die Wirtschafts- als auch die Bevölkerungsentwicklung positiv beeinflusste. Sie verweist darauf, dass auf Grund der gemeinsamen Bedrohung durch die Dämonen die Menschen ihre Streitigkeiten beiseitelegten und eine Allianz bildeten, in deren Verlauf die Länder mit einem Nahrungsmittelüberschuss Nahrung an kargere Länder abgaben, fortschrittliche Länder ihre Experten in unterentwickelte Länder sandten und deren Landwirtschaft und medizinische Versorgung verbesserten. Den Dämonen half der Krieg ebenfalls, da ihre kriegerische Gesellschaft von Einzelstämmen ebenfalls ihre internen Querelen beiseitelegte. Der Held ist zögerlich überzeugt, dass der Krieg positive Effekte hatte, dass dies aber nicht heißt, dass er fortgeführt werden sollte.
Die Dämonenkönigin verweist abermals auf ihre Studie: Die Südliche Koalition, die die Front bildet, erhält riesige Mengen an kriegswichtigen und alltäglichen Waren aus den Mittleren Ländern (中央諸国, Chūō Shokoku), die wiederum durch Kriegskredite von den anderen Ländern für die Südliche Koalition gedeckt werden. Ein Kriegsende würde daher für die Mittleren Länder die Wegnahme ihres Absatzmarktes und einen wirtschaftlichen Zusammenbruch bedeuten, der wiederum zu Elend führt. Sie sagt, dass daher den Menschenkönigen nicht an einem Kriegsende gelegen ist und dies wohl auch der Grund ist, warum er, der Held, alleine geschickt wurde.
Sie beschreibt sich selbst als körperlich schwach und magisch wenig begabt und, dass sie eigentlich eine Wirtschaftswissenschaftlerin sei, die mehr oder weniger zufällig Dämonenkönigin geworden sei. Sie führt weiterhin aus, dass, egal welche Seite gewinne, die andere versklavt werden würde. Als Wissenschaftlerin sucht sie daher nach einem Weg, dies zu verhindern.
Sie bittet ihn abermals, der ihre zu sein, und bietet sich ihm an. Aufgrund ihrer Attraktivität stimmt er zu. Beide reisen inkognito in die Menschenwelt, wobei er eine Identität als Weißer Schwertkämpfer (白の剣士, Shiro no Kenshi) annimmt und sie eine Identität als Scharlachrote Gelehrte (紅の学士, Kurenai no Gakushi), begleitet von ihrer Dienerin. Dort will sie die menschliche Zivilisation voranbringen.

## Veröffentlichung
Mamare Tōno begann mit dem Roman 2009 im Internetforum 2channel, wo er am 3. September 2009 in dessen Nachrichten-Board News Sokuhō (VIP) Ita den Thread „Maō: ‚Kono Ware no Mono to Nare, Yūsha yo‘ Yūsha: ‚Kotowaru!‘“ (魔王『この我のものとなれ、勇者よ』勇者『断る!』, „Dämonenkönig: ‚Werde mein, Held!‘ Held: ‚Abgelehnt!‘“) eröffnete. Bis zum 22. November 2009 entstand so über drei Monate hinweg Stück für Stück in der Diskussion mit den anderen Thread-Teilnehmern die Ursprungsfassung des Werks als Internetroman mit einem Umfang von 900.000 Zeichen. Zum Neujahr wurde über Twitter der Spieledesigner Shōji Masuda auf das Werk aufmerksam, der ihm wenige Monate später in der Golden Week anbot dabei zu helfen das Werk in Buchform zu bringen.
Mamare Tōno wurde schließlich vom Verlag Enterbrain unter Vertrag genommen, der das Werk als Light Novel (illustrierter Roman) professionell verlegte. Die überarbeitete und erweiterte Fassung seines Werks erschien am 29. Dezember 2010 als erster Romanband. Bis zum 21. Januar 2012 folgten vier weitere Bände:
1. „Kono Ware no Mono to Nare, Yūsha yo“ „Kotowaru!“ (「この我のものとなれ、勇者よ」「断る!」). 29. Dezember 2010, ISBN 978-4-04-726933-0
2. Kuriltai no Imbō (忽鄰塔の陰謀). 31. Januar 2011, ISBN 978-4-04-726994-1
3. Seiken Enseigun (聖鍵遠征軍). 28. April 2011, ISBN 978-4-04-727097-8
4. Kono Te de Dekiru Koto (この手でできること). 16. Juli 2011, ISBN 978-4-04-727098-5
5. Ano Oka no Mukō ni (あの丘の向こうに). 21. Januar 2012, ISBN 978-4-04-727144-9 (normal), ISBN 978-4-04-727672-7 (limitiert)

Daneben erschien 2011/2012 eine Reihe von Nebengeschichten (gaiden) namens Maoyū Maō Yūsha Gaiden (まおゆう魔王勇者 外伝), die von den Abenteuern der alten Gruppe des Helden erzählt:
- Episode 1: Nire no Kuni no Onna Mahōtsukai (エピソード1 楡の国の女魔法使い). 31. Oktober 2011, ISBN 978-4-04-727551-5
- Episode 0: Sakyū no Kuni Yumitsukai (エピソード0 砂丘の国の弓使い). 30. Juni 2012, ISBN 978-4-04-728095-3
- Episode 2: Hana no Kuni no Onna Kishi (エピソード2 花の国の女騎士). 22. Dezember 2012, ISBN 978-4-04-728456-2

Die Illustrationen wurden von Keinoshō Mizutama für das Character Design und die Buchillustrationen und toi8 für die Cover- und Buchillustrationen beigesteuert.

## Adaptionen

### Manga
Die Romanreihe wird als fünf Manga-Reihen bei verschiedenen Verlagen adaptiert. Die Texte und Handlung stammen ebenfalls von Mamare Tōno, während für die Zeichnungen verschiedene Mangaka verpflichtet wurden.
Der erste Manga Maoyū Maō Yūsha: „Kono Ware no Mono to Nare, Yūsha yo“ „Kotowaru!“ (まおゆう魔王勇者 「この我のものとなれ、勇者よ」「断る! 」) wird von Akira Ishida gezeichnet und erschien im Manga-Magazin Comp-Ace vom 26. April 2011 (Ausgabe 6/2011) bis 26. April 2016 (Ausgabe 6/2016). Die Kapitel wurden vom Verlag Kadokawa Shoten in 18 Sammelbänden (Tankōbon) zusammengefasst. Dieser Manga wurde im deutschsprachigen Raum von Panini Comics lizenziert und erschien von Mai 2014 bis Dezember 2018 komplett unter dem Titel Archenemy & Hero – Maoyuu Maou Yuusha.
Bei Akita Shoten erschien im Magazin Champion Red vom 19. Mai 2011 (Ausgabe 7/2011) bis 19. August 2014 (Ausgabe 10/2014) der Manga Maoyū Maō Yūsha – Oka no Mukō e (まおゆう魔王勇者 -丘の向こうへ-), gezeichnet von Hiro Tōge. Insgesamt erschienen acht Sammelbände.
Enterbrains verlegt ebenfalls eine Manga-Reihe zu dem bei ihn veröffentlichten Roman. Dieser wird von Yō Asami gezeichnet und erschien vom 24. Juni 2011 bis 11. November 2016 im Magazin Famitsū Comic Clear. Die Kapitel wurden ebenfalls in acht Sammelbänden zusammengefasst.
Ebenfalls bei Enterbrain erschien vom 29. Juni 2011 bis 1. Oktober 2014 der Web-Manga im Comicstrip-Format (Yonkoma-Manga) Maoyū 4-koma: Muitemasen yo, Maō-sama (まおゆう4コマ 向いてませんよ、魔王様) auf der Website Magi-Cu Comics web. Von dieser Parodie erschienen drei Sammelbände.
Der jüngste Manga war Maoyū Maō Yūsha Gaiden: Madoromi no Onna Mahōtsukai (まおゆう魔王勇者 外伝 まどろみの女魔法使い) der vom 26. November 2011 (Ausgabe 1/2012) bis 25. März 2014 (Ausgabe 5/2014) im Magazin Shōnen Sirius beim Verlag Kōdansha erschien. Die von Taiki Kawakami gezeichneten Kapiteln wurden in sieben Bänden zusammengefasst.

### Anime
Der erste Band wurde von Studio Arms als Anime-Fernsehserie adaptiert. Regie führte Takeo Takahashi, während das Drehbuch von Naruhisa Arakawa geschrieben wurde. Beide hatten dieselbe Position beim Anime Ōkami to Kōshinryō inne, der ebenfalls die Themen Fantasy mit Wirtschaft, wenngleich hier Betriebswirtschaftslehre, miteinander kombinierte. Ebenfalls waren in diesem Werk Ami Koshimizu und Jun Fukuyama die Sprecher der beiden Protagonisten.
Die 12 Folgen wurden vom 5. Januar bis 30. März 2013 nach Mitternacht (und damit am vorigen Fernsehtag) auf Tokyo MX ausgestrahlt. Eine viertel Stunde nach der Erstausstrahlung jeder Episode folgte Mie TV und mit bis zu einer Woche Versatz TV Kanagawa, Sun TV, KBS Kyōto und Gifu Hōsō.
Eine Englisch untertitelte Fassung wurde zeitgleich zur japanischen Erstausstrahlung als Simulcast auf Crunchyroll für Nordamerika, Südamerika, Irland, Skandinavien, Island und die Niederlande gestreamt.

#### Synchronisation
In der folgenden Liste sind die wichtigen Figuren und deren japanische Sprecher aufgeführt. Dabei ist zu erwähnen, dass innerhalb des Werks keine Figur einen Namen besitzt, sondern jede nur über ihre gegenwärtige Rolle bzw. Position benannt wird.
| Rolle                     | japanischer Sprecher (Seiyū) |
| ------------------------- | ---------------------------- |
| Dämonenkönig(in)          | Ami Koshimizu                |
| Held                      | Jun Fukuyama                 |
| Dienerin                  | Chiwa Saitō                  |
| ältere Schwester          | Haruka Tomatsu               |
| jüngere Schwester         | Nao Tōyama                   |
| Schwertkämpferin          | Miyuki Sawashiro             |
| Kammerherr / Bogenschütze | Banjō Ginga                  |
| Magierin                  | Misato Fukuen                |

#### Musik
Die Hintergrundmusik der Serie stammt von Takeshi Hama. Als Vorspanntitel Mukai Kaze (向かい風) wurde von Dan Miyakawa komponiert und getextet, sowie von Yohko interpretiert. Für den Abspann komponierte (zusammen mit Hisaaki Hogari), textete und sang Akino Arai den Titel Unknown Vision.